# Janusz Kaminski
Janusz Kaminski, född 27 juni 1959 i Ziębice i Polen, är en polsk-amerikansk filmfotograf som är dubbelt Oscarsbelönad. 
Kaminski har arbetat som filmfotograf på många filmer regisserade av Steven Spielberg och vann två Oscars för Schindlers list och Rädda menige Ryan. Han var även nominerad för Amistad, Fjärilen i glaskupan, War Horse och Lincoln.
Han har även regisserat filmen Barnen från andra sidan (2000).
Kaminski var 1995-2001 gift med skådespelerskan Holly Hunter och sedan 2004 med Rebecca Rankin.

## Filmografi (i urval)
- 1993 – Schindler's List
- 1995 – Hur man gör ett amerikanskt lapptäcke
- 1996 – Jerry Maguire
- 1997 – The Lost World: Jurassic Park
- 1997 – Amistad
- 1998 – Rädda menige Ryan
- 2000 – Barnen från andra sidan (regi)
- 2001 – A.I. – Artificiell Intelligens
- 2002 – Minority Report
- 2002 – Catch Me If You Can
- 2004 – The Terminal
- 2005 – Världarnas krig
- 2005 – München
- 2007 – Fjärilen i glaskupan
- 2008 – Indiana Jones och kristalldödskallens rike
- 2011 – Tintins äventyr: Enhörningens hemlighet
- 2011 – War Horse
- 2012 – Lincoln
- 2014 – The Judge
- 2015 – Spionernas bro
- 2016 – Stora vänliga jätten
- 2017 – The Post
- 2018 – Ready Player One
- 2020 – The Call of the Wild – Skriet från vildmarken